# MHPArena
MHPArena, tidigare bland annat kallad Neckarstadion, Gottlieb-Daimler-Stadion och Mercedes-Benz Arena, är en idrottsarena i Stuttgart i Tyskland. Arenan är hemmaarena för fotbollsklubben VfB Stuttgart.
Arenan var under namnet Neckarstadion en av arenorna under Fotbolls-VM 1974. 32 år och ett namnbyte senare stod Gottlieb-Daimler-Stadion värd för flera matcher under Fotbolls-VM 2006, bland annat bronsmatchen. Även under Fotbolls-EM 1988 spelades ett par matcher i arenan.
Arenan har tidigare även arrangerat stora tävlingar inom friidrott, bland annat Friidrotts-EM 1986 och Friidrotts-VM 1993.
Namnbytet från Neckarstadion till Gottlieb-Daimler-Stadion skedde 1993 och kommer från Mercedes-Benz skapare Gottlieb Daimler.
2008 bytte arenan namn till Mercedes-Benz Arena inför en stundande ombyggnation där man tog bort löparbanorna.